# سوزان هيوارد
سوزان هيوارد (بالإنجليزية: Susan Hayward) ( مواليد 30 يونيو 1917 - 14 مارس 1975 ) ممثلة اميركية عملت عارضة الأزياء في نيويورك ، ثم سافرت إلى هوليوود عام 1937 لتدخول في اختبارات مفتوحة لدور رئيسي في فيلم ذهب مع الريح
(1939) , على الرغم من عدم اختيارها، حصلت على عقود مجموعة أفلام، ولعب أدوار صغيرة عدة في دور مساندة في السنوات القليلة المقبلة، حتى أواخر عقد 1940 ، حيث اختلفت نوعية أدوارها في الأفلام وأخذ أدائها بالتحسن، وتقديرا لقدراتها المثيرة، تم ترشيحها في خمسة جائزة الأوسكار حيث تم ترشيحها ل جائزة الأوسكار لأفضل ممثلة عن دورها في تحطم : قصة امرأة ( 1947).
واصلت مسيرتها بنجاح خلال العقد 1950 و فازت بجائزة الأوسكار لأفضل ممثلة عن تجسيدها دور السجينة باربرا غراهام المحكوم عليها بالإعدام في فيلم أريد أن أعيش! (1958).
بعد زواج سوزان وعيشها في جورجيا، وبعد حصولها على جائزة الأوسكار أصبح ظهورها في الأفلام نادراً، على الرغم من مواصلتها العمل في السينما والتلفزيون حتى عام 1972, توفيت في عام 1975 من سرطان المخ .

## حياتها المبكرة
ولدت هيوارد إديث مارينر في 30 يونيو من العام 1917، في حي بروكلين بمدينة نيويورك، وهي أصغر الأبناء الثلاثة لإلين وولتر مارينر. كانت جدتها لوالدها، كيت هاريجان، ممثلة من مقاطعة كورك، أيرلندا. كانت والدتها من أصل سويدي. كان لها أخت كبرى اسمها فلورانس (مواليد مايو 1910)، وشقيق أكبر اسمه والتر الابن (مواليد ديسمبر 1911). ولدت في نفس اليوم الذي ولدت فيه الفنانة لينا هورن وفي نفس المدينة.
تلقت هيوارد تعليمها في المدرسة الرسمية 181 وتخرجت من المدرسة الثانوية التجارية للبنات في يونيو 1935 (سميت فيما بعد باسم ثانوية بروسبكت هايتس). بحسب صفحة خريجي مدرسة إيراسموس هول الثانوية، ارتادت هيوارد تلك المدرسة منتصف الثلاثينيات على الرغم من أنها لا تتذكر إلا أنها كانت تدفع المال مقابل السباحة في مسبح تلك المدرسة الواقعة في فلاتبوش، بروكلين. خلال سنوات الدراسة الثانوية، مثّلت في مسرحيات مدرسية مختلفة، فلقبها زملاء صفها بـ«الأكثر دراماتيكية».

## حياتها الشخصية
تطوّعت هيوارد خلال الحرب العالمية الثانية في مقصف هوليود لدعم المجهود الحربي، فالتقت بزوجها الأول، الممثل جيس باركر، هناك. تزوج الاثنان في 23 يوليو من العام 1944، وأنجبا توأمًا، غريغوري وتيموثي، في 19 فبراير من العام 1945. كان زواجها مضطربًا وانتهى عندما أصدر القاضي مرسومًا بالطلاق في 17 أغسطس من العام 1954. أثناء إجراءات الطلاق المثيرة للجدل، بقيت هيوارد في الولايات المتحدة بدل الانضمام إلى موقع التصوير في هونج كونج لفيلم سولدجر أوف فورتشن. صوّرت مشاهدها على مسرح مؤقت مع النجمة المشاركة كلارك غابل في هوليوود. جمع المخرجون بين بعض المشاهد القصيرة والملتقطة من مسافات بعيدة لجابل وبديلة هيوارد قرب المعالم في هونغ كونغ مع اللقطات الداخلية. بحلول أبريل 1955، قادها الإجهاد من إجراءات الطلاق والإرهاق في العمل إلى محاولة الانتحار.
عام 1957، تزوجت هيوارد من فلويد إيتون تشاكلي، المعروف باسم إيتون تشاكلي. كان تشاكلي مزارعًا ورجل أعمال بجورجيا، كما عمل كعميل فدرالي. على الرغم من أنه كان زوجًا غير اعتيادي بالنسبة لنجمة أفلام في هوليود، إلا أن زواجهما كان سعيدًا. عاشت معه هيوارد في مزرعة بالقرب من كارلتون، جورجيا. امتلك الزوجان أيضًا عقارات عبر المناطق الحدودية لولاية ألاباما في مقاطعة كليبورن، خارج هيفلين. أصبحت شخصيةً مشهورة في منطقةٍ كانت في الخمسينيات من القرن الماضي خارج حسابات معظم المشاهير. في ديسمبر من العام 1964، عمّدها الأب ماكغواير هي وزوجها في  كنيسة القديس بطرس وبولس الكاثوليكية الرومانية في شارع لاريمر، في قسم ليبرتي الشرقي من مدينة بيتسبرغ. قابلت هيوارد مكغواير أثناء وجودها في الصين ووعدته بأنها إذا قررت التحول للمسيحية في يوم من الأيام، فسيكون هو الشخص الذي سيعمدها. توفي تشاكلي في 9 يناير 1966. دخلت هيوارد في حداد وابتعدت عن التمثيل فقلّت أعمالها لعدّة سنوات. انتقلت للإقامة في ولاية فلوريدا لأنها فضلت عدم العيش في منزلها في جورجيا دون زوجها.
قبل المعمودية الكاثوليكية، كانت هيوارد من دعاة علم التنجيم. كانت تعتمد بشكل خاص على نصائح كارول رايتر، الذي أطلق على نفسه اسم «غريغاريوس أكواريوس» معلنًا نفسه «منجّم النجوم»، الذي أبلغها أن الوقت الأمثل لتوقيع عقد فيلم كان بالضبط الساعة الثانية والدقيقة السابعة والأربعين فجرًا، ما اضطرها لضبط المنبه عند الساعة الثانية والدقيقة الخامسة والأربعين حتى تكون متأكدة من الالتزام بتعليماته بحذافيرها. كانت هيوارد مسجلة بالحزب الجمهوري طوال حياتها، وأيدت دوايت أيزنهاور عام 1952 وظهرت في تجمع الحزب الجمهوري عام 1953.

## روابط خارجية
- سوزان هيوارد على موقع IMDb (الإنجليزية)
- سوزان هيوارد على موقع الموسوعة البريطانية (الإنجليزية)
- سوزان هيوارد على موقع روتن توميتوز (الإنجليزية)
- سوزان هيوارد على موقع مونزينجر (الألمانية)
- سوزان هيوارد على موقع ألو سيني (الفرنسية)
- سوزان هيوارد على موقع ميوزك برينز (الإنجليزية)
- سوزان هيوارد على موقع تيرنر كلاسيك موفيز (الإنجليزية)
- سوزان هيوارد على موقع أول موفي (الإنجليزية)
- سوزان هيوارد على موقع قاعدة بيانات الأفلام السويدية (السويدية)
- سوزان هيوارد على موقع إن إن دي بي (الإنجليزية)